# Podele
Podele – wieś w Rumunii, w okręgu Hunedoara, w gminie Luncoiu de Jos. W 2011 roku liczyła 293 mieszkańców.